# Parafia św. Jacka w Rzewniu
Parafia pw. Świętego Jacka w Rzewniu – rzymskokatolicka parafia należąca do dekanatu różańskiego, diecezji łomżyńskiej, metropolii białostockiej.

## Historia
Parafia została erygowana 15 maja 1958 przez biskupa płockiego Tadeusza Zakrzewskiego.

## Obszar parafii

### Zmiany administracyjne
25 marca 1992 papież Jan Paweł II bullą Totus Tuus Poloniae Populus włączył parafię do diecezji łomżyńskiej. Wcześniej parafia należała do diecezji płockiej.

### Miejscowości i ulice
W granicach parafii znajdują się miejscowości:

- Rzewnie,
- Bindużka,
- Boruty,
- Chrzanowo,
- Chrzczony,
- Dąbrówka,
- Grudunki,
- Łasiewity,
- Małki,
- Mroczki-Kawki,
- Napiórki Butne,
- Napiórki Ciężkie,
- Nowy Sielc - Sitno,
- Słojki.

## Duszpasterze

### Proboszczowie
Proboszczowie parafii
- 1958–1965: ks. Stanisław Jakubiak
- 1965–1977: ks. Stanisław Welenc
- 1977–1983: ks. Tadeusz Sławiński
- 1983–2004: ks. Bronisław Gąsecki
- 2004–2013: ks. Zbigniew Idzikowski
- od 2013: ks. Mirosław Sebunia